# العلاقات الطاجيكستانية الموريشيوسية
العلاقات الطاجيكستانية الموريشيوسية هي العلاقات الثنائية التي تجمع بين طاجيكستان وموريشيوس.

## مقارنة بين البلدين
هذه مقارنة عامة ومرجعية للدولتين:
| وجه المقارنة                                              | طاجيكستان                          | موريشيوس                 |
| --------------------------------------------------------- | ---------------------------------- | ------------------------ |
| المساحة (كم2)                                             | 143.10 ألف                         | 2.04 ألف                 |
| عدد السكان (نسمة)                                         | 8.92 مليون                         | 1.26 مليون               |
| الكثافة السكانية (ن./كم²)                                 | 62.33                              | 617.65                   |
| العاصمة                                                   | دوشنبه                             | بورت لويس                |
| اللغة الرسمية                                             | اللغة الطاجيكية                    | لغة إنجليزية، لغة فرنسية |
| العملة                                                    | ساماني طاجيكي، الروبل الطاجيكستاني | روبي موريشي              |
| الناتج المحلي الإجمالي (بليون دولار)                      | 7.15 مليار                         | 13.34 مليار              |
| الناتج المحلي الإجمالي (تعادل القوة الشرائية) بليون دولار | 24.03 مليار                        | 25.36 مليار              |
| الناتج المحلي الإجمالي الاسمي للفرد دولار أمريكي          | 925                                | 9.25 ألف                 |
| الناتج المحلي الإجمالي للفرد دولار أمريكي                 | 2.69 ألف                           | 18.59 ألف                |
| مؤشر التنمية البشرية                                      | 0.624                              | 0.777                    |
| رمز المكالمات الدولي                                      | +992                               | +230                     |
| رمز الإنترنت                                              | .tj                                | .mu                      |
| المنطقة الزمنية                                           | ت ع م+05:00                        | ت ع م+04:00              |

## منظمات دولية مشتركة
يشترك البلدان في عضوية مجموعة من المنظمات الدولية، منها:
| علم المنظمة | اسم المنظمة                        | تاريخ انضمام طاجيكستان | تاريخ انضمام موريشيوس |
| ----------- | ---------------------------------- | ---------------------- | --------------------- |
|             | مؤسسة التنمية الدولية              | 4 يونيو 1993           | 23 سبتمبر 1968        |
|             | مؤسسة التمويل الدولية              | 2 ديسمبر 1994          | 23 سبتمبر 1968        |
|             | منظمة حظر الأسلحة الكيميائية       | ?                      | ?                     |
|             | الأمم المتحدة                      | 2 مارس 1992            | 24 أبريل 1968         |
|             | الاتحاد الدولي للاتصالات           | 28 أبريل 1994          | 30 أغسطس 1969         |
|             | منظمة الشرطة الجنائية الدولية      | ?                      | ?                     |
|             | البنك الدولي للإنشاء والتعمير      | 4 يونيو 1993           | 23 سبتمبر 1968        |
|             | الاتحاد البريدي العالمي            | ?                      | ?                     |
|             | وكالة ضمان الاستثمار متعدد الأطراف | 9 ديسمبر 2002          | 28 ديسمبر 1990        |
|             | يونسكو                             | 6 أبريل 1993           | 25 أكتوبر 1968        |
|             | الفريق المعني برصد الأرض           | ?                      | ?                     |